# التنجي
التنجي (بالفارسية: التنجی) هي منطقة سكنية تقع في قسم تشاراويماق المركزي في إيران. يقدر عدد سكانها بـ 19 نسمة .